# First Man - Il primo uomo
First Man - Il primo uomo (First Man) è un film del 2018 diretto da Damien Chazelle e scritto da Josh Singer, con protagonisti Ryan Gosling e Claire Foy.
La pellicola, adattamento cinematografico della biografia ufficiale First Man: The Life of Neil A. Armstrong scritta da James R. Hansen e pubblicata nel 2005, narra la storia di Neil Armstrong, primo uomo a mettere piede sulla Luna, e gli anni precedenti la missione dell'Apollo 11.

## Trama
Dopo aver subito il terribile lutto della perdita della figlia, Neil Armstrong entra alla NASA nel 1962. Dopo una carriera come pilota collaudatore dell'aereo-razzo X-15 Armstrong, assieme a David Scott, aggancia in orbita il modulo Agena nel corso della missione Gemini 8. Dopo aver ricevuto la notizia della morte dell'equipaggio di Apollo 1 e dopo aver testato, sopravvivendo ad un incidente grazie al seggiolino eiettabile, il prototipo del modulo lunare, partecipa alla missione Apollo 11 e diviene, il 20 luglio 1969, il primo uomo a mettere piede sulla Luna.

## Personaggi
- Neil Armstrong, interpretato da Ryan Gosling: astronauta che divenne il primo uomo a posare piede sulla Luna.
- Janet Shearon Armstrong, interpretata da Claire Foy: prima moglie di Armstrong.
- Buzz Aldrin, interpretato da Corey Stoll: secondo uomo a mettere piede sulla Luna.
- Deke Slayton, interpretato da Kyle Chandler: uno degli astronauti del Mercury Seven e primo capo dell'ufficio astronauti della NASA.
- Edward Higgins White, interpretato da Jason Clarke: primo americano impegnato in una passeggiata spaziale.
- Gus Grissom, interpretato da Shea Whigham: astronauta ed aviatore statunitense.
- Joseph A. Walker, interpretato da Brian d'Arcy James: primo pilota dello spazioplano e capo di Armstrong.
- Jim Lovell, interpretato da Pablo Schreiber: comandante dell'Apollo 13.
- Elliot See, interpretato da Patrick Fugit: astronauta ed ingegnere aerospaziale, fu uno de "i nuovi nove".
- Roger Chaffee, interpretato da Cory Michael Smith: controllore e comunicatore dei voli spaziali.
- Richard F. Gordon Jr., interpretato da Skyler Bible: pilota del modulo di comando dell'Apollo 12.
- Mike Collins, interpretato da Lukas Haas: pilota del modulo di comando dell'Apollo 11.
- John Glenn, interpretato da John David Whalen: uno dei Mercury Seven, primo americano ad orbitare nello spazio intorno alla Terra per tre volte.
- Robert R. Gilruth, interpretato da Ciarán Hinds: il primo direttore del Manned Spacecraft Center della NASA.

## Produzione
Nel 2003 la Warner Bros. acquista i diritti cinematografici della biografia First Man: The Life of Neil A. Armstrong per farne un film prodotto e diretto da Clint Eastwood. Successivamente la Universal acquista i diritti pianificando un film biografico intitolato First Man.
Le riprese del film, il cui budget è stato di 59 milioni di dollari, sono iniziate nell'ottobre 2017 ad Atlanta e sono terminate nel febbraio 2018. Alcune sequenze sono state filmate con cineprese IMAX 70 millimetri.

## Promozione
Il primo teaser trailer del film viene diffuso a sorpresa dal regista Chazelle al Las Vegas CinemaCon il 25 aprile 2018.
L'8 giugno 2018 viene diffuso il primo poster ufficiale del film, seguito poche ore dopo dal primo trailer esteso.

## Distribuzione
Il film è stato presentato in anteprima mondiale come film d'apertura della 75ª edizione della Mostra internazionale d'arte cinematografica di Venezia il 29 agosto 2018. A settembre dello stesso anno verrà presentato al Toronto International Film Festival.
La pellicola è stata distribuita nelle sale cinematografiche statunitensi a partire dal 12 ottobre 2018, ed in quelle italiane dal 31 ottobre seguente.

### Divieti
Negli Stati Uniti il film è stato vietato ai minori di 13 anni non accompagnati da adulti per la presenza di "scene di pericolo e linguaggio non adatto".

## Accoglienza

### Incassi
Nel weekend d'esordio negli Stati Uniti il film si posiziona al terzo posto del botteghino incassando 16,5 milioni di dollari, dietro Venom e A Star Is Born. In totale ha incassato 105,7 milioni di dollari in tutto il mondo, di cui 44,9 negli Stati Uniti.

### Critica
Sull'aggregatore Rotten Tomatoes il film riceve l'87% delle recensioni professionali positive, con un voto medio di 8,1 su 10 basato su 462 critiche, mentre su Metacritic ottiene un punteggio di 84 su 100, basato su 56 recensioni.
Antonio Dini di Fumettologica lo definisce "un film intimista e psicologico", riconoscendone una profondità non viziata da spettacolarizzazioni inutili.

## Riconoscimenti
- 2019 - Premio Oscar[15][16]
  - Migliori effetti speciali a Paul Lambert, Ian Hunter, Tristan Myles e J. D. Schwalm
  - Candidatura per la miglior scenografia a Nathan Crowley e Kathy Lucas
  - Candidatura per il miglior montaggio sonoro a Ai-Ling Lee e Mildred Iatrou Morgan
  - Candidatura per il miglior sonoro a Jon Taylor, Frank A. Montaño, Ai-Ling Lee e Mary H. Ellis
- 2019 - Golden Globe[17][18]
  - Miglior colonna sonora originale a Justin Hurwitz
  - Candidatura per la migliore attrice non protagonista a Claire Foy
- 2018 - Los Angeles Film Critics Association[19]
  - Candidatura per la miglior colonna sonora a Justin Hurwitz
- 2018 - Mostra internazionale d'arte cinematografica[20]
  - In competizione per il Leone d'oro al miglior film
- 2018 - Toronto International Film Festival
  - Candidatura per il premio del pubblico
- 2019 - AACTA International Awards[21]
  - Candidatura per la migliore attrice non protagonista a Claire Foy
- 2019 - Art Directors Guild Award[22]
  - Candidatura per i migliori costumi in un film d'epoca
- 2019 - ASC Outstanding Achievement Awards[22]
  - Candidatura per la miglior fotografia a Linus Sandgren
- 2019 - British Academy Film Awards[23][24]
  - Candidatura per la migliore sceneggiatura non originale a Josh Singer
  - Candidatura per la migliore attrice non protagonista a Claire Foy
  - Candidatura per la migliore fotografia a Linus Sandgren
  - Candidatura per il miglior montaggio a Tom Cross
  - Candidatura per la migliore scenografia a Nathan Crowley e Kathy Lucas
  - Candidatura per il miglior sonoro
  - Candidatura per i migliori effetti speciali
- 2019 - Critics' Choice Awards[25][26]
  - Miglior montaggio a Tom Cross
  - Miglior colonna sonora a Justin Hurwitz
  - Candidatura per il miglior film
  - Candidatura per il miglior attore a Ryan Gosling
  - Candidatura per la miglior attrice non protagonista a Claire Foy
  - Candidatura per il miglior regista a Damien Chazelle
  - Candidatura per la miglior sceneggiatura non originale a Josh Singer
  - Candidatura per la miglior fotografia a Linus Sandgren
  - Candidatura per la miglior scenografia a Nathan Crowley e Kathy Lucas
  - Candidatura per i miglior effetti visivi
- 2019 - Eddie Awards[22]
  - Candidatura per il miglior montaggio in un film drammatico a Tom Cross
- 2019 - London Critics Circle Film Awards
  - Candidatura per la migliore attrice britannica dell'anno a Claire Foy
- 2019 - Satellite Award[27][28]
  - Miglior colonna sonora originale a Justin Hurwitz
  - Candidatura per il miglior film drammatico
  - Candidatura per il miglior attore in un film drammatico a Ryan Gosling
  - Candidatura per la miglior attrice non protagonista a Claire Foy
  - Candidatura per il miglior montaggio a Tom Cross
  - Candidatura per la miglior scenografia a Nathan Crowley
  - Candidatura per il miglior suono
- 2019 - VES Awards[29]
  - Migliori effetti visivi di supporto

## Controversie
Il film ha suscitato alcune critiche per aver omesso l'iconica scena in cui Neil Armstrong piazza la bandiera statunitense sul suolo lunare. Tra gli altri, il senatore repubblicano statunitense Marco Rubio ha accusato tramite il suo profilo twitter il film ed il regista di antipatriottismo. La scelta è stata difesa dagli eredi della famiglia Armstrong, ma criticata da Buzz Aldrin, compagno di Neil nella missione Apollo 11. Il regista Damien Chazelle ha precisato:
(Damien Chazelle)
Anche Ryan Gosling ha risposto alle critiche sostenendo che quella della Luna "è una conquista di tutti, non solo americana".